# Béatrice Ahyi Aguessy
Béatrice Akpé Ahyi-Aguessy, née en 1934 à Abomey et morte le 11 janvier 2019, est la première femme gynécologue-obstétricienne du Bénin.

## Biographie
Née en 1934 au Bénin, Béatrice Ahyi après un baccalauréat série D science expérimentale en 1958, entre en faculté de médecine de Dakar comme première étudiante noire[réf. nécessaire]. Quatre années d'étude plus tard, elle s’installe à Paris pour continuer ses études où en 1968 elle passe sa thèse en médecine. Quatre années après, elle réussit au diplôme de gynécologie-obstétrique puis devient trois ans plus tard spécialiste en stérilité. Parallèlement, elle a évolué dans plusieurs domaines liés toujours a la médecine comme : médecine du travail, médecine pénitentiaire et planning familial. Elle forme plusieurs générations de médecins a l'université du Bénin,.

### Vie privée
Béatrice Akpé Ahyi-Aguessy est l’épouse du professeur Honorat Aguessy.

### Vie associative
Fondatrice du Sort Optimisme Club, elle milite pour la lutte contre le cancer du sein mais aussi contre celui du col de l'utérus en sensibilisant les femmes.

### Décès et hommages
Le 11 janvier 2019, à l’âge de 85 ans, Béatrice Ahyi Aguessy tire sa révérence et est inhumée le 9 février 2019 à Ouidah. Lors des cérémonies, l'ancien président de la république du Bénin Boni Yayi et La Ligue panafricaine UMOJA lui rendent hommage,,.